# Maracaibo
Maracaibo é uma cidade venezuelana capital do estado de Zulia e do município de Maracaibo. A população da cidade é de aproximadamente 1.495.200 habitantes, com uma área metropolitana estimada em 2.108.404 de pessoas em 2010. Maracaibo, conhecida como "A terra do sol amada", é a segunda maior cidade da Venezuela. Situa-se à margem ocidental do Lago de Maracaibo.

## História
Foi fundada em três ocasiões. A primeira em 1529, pelo alemão Ambrósio Alfínger (conquistador da casa Welser), quem deu à cidade o nome de Maracaibo. Esta teve pouca atividade, e por isso, Nicolás Federmann ordenou transferir sua população para o Cabo de la Vela, perto de Santa Ana de Coro em 1535.
Depois de uma segunda tentativa falida, por parte do capitão Alonso Pacheco, o governador Diego de Mazariegos, em 1573 decidiu restabelecer a população na região, designando para tal empreitada ao capitão Pedro Maldonado. Assim, para 1574 foi fundada a Nueva Zamora de Maracaibo em honra ao governador Mazariegos, nativo da cidade de Zamora na Espanha.
Hoje, Maracaibo é uma cidade moderna e dinâmica em constante movimento com um horizonte dominado por grandes torres extratoras de petróleo no lago. Não existe muito turismo por conta da forte crise política, ainda que existam na cidade muitos exemplos de arquitetura colonial e museus de interesse.
No centro da cidade está a Catedral (Basílica) da Virgem da Chiquinquirá, padroeira do estado Zulia, que é chamada carinhosamente de La Chinita ou simplesmente Chinca. Recentemente foi construída uma grande imagem numa praça central, e cada 18 de novembro, os fiéis vêm render-lhe culto.
Maracaibo também é uma das cidades mais quentes do país. Mantinha uma temperatura média de 29 °C até uns 10 anos, porém com o incremento da contaminação, atualmente, no verão, a temperatura alcança facilmente os 39 °C, desde então 35 °C/37 °C é a temperatura mais comum. Os zulianos, são muito conhecidos pelo seu grande senso de humor e sua música "la Gaita", que tradicionalmente se escuta na época do natal.

### Clima
Maracaibo é classificado como semiárido quente (do tipo BSh na classificação climática de Köppen-Geiger), com regime de chuvas de primavera-verão. Este clima é caracterizado pela escassez e irregularidade de chuvas, assim como a forte evaporação por conta das altas temperaturas.
| Dados climatológicos para Maracaibo , Venezuela | Dados climatológicos para Maracaibo , Venezuela | Dados climatológicos para Maracaibo , Venezuela | Dados climatológicos para Maracaibo , Venezuela | Dados climatológicos para Maracaibo , Venezuela | Dados climatológicos para Maracaibo , Venezuela | Dados climatológicos para Maracaibo , Venezuela | Dados climatológicos para Maracaibo , Venezuela | Dados climatológicos para Maracaibo , Venezuela | Dados climatológicos para Maracaibo , Venezuela | Dados climatológicos para Maracaibo , Venezuela | Dados climatológicos para Maracaibo , Venezuela | Dados climatológicos para Maracaibo , Venezuela | Dados climatológicos para Maracaibo , Venezuela |
| Mês                                             | Jan                                             | Fev                                             | Mar                                             | Abr                                             | Mai                                             | Jun                                             | Jul                                             | Ago                                             | Set                                             | Out                                             | Nov                                             | Dez                                             | Ano                                             |
| ----------------------------------------------- | ----------------------------------------------- | ----------------------------------------------- | ----------------------------------------------- | ----------------------------------------------- | ----------------------------------------------- | ----------------------------------------------- | ----------------------------------------------- | ----------------------------------------------- | ----------------------------------------------- | ----------------------------------------------- | ----------------------------------------------- | ----------------------------------------------- | ----------------------------------------------- |
| Temperatura máxima recorde (°C)                 | 39                                              | 39                                              | 44                                              | 41                                              | 40                                              | 39                                              | 41                                              | 41                                              | 38                                              | 37                                              | 37                                              | 37                                              | 44                                              |
| Temperatura máxima média (°C)                   | 31,2                                            | 32,2                                            | 32,9                                            | 32,2                                            | 32,2                                            | 32,6                                            | 32,6                                            | 33,6                                            | 32,4                                            | 32,2                                            | 32,2                                            | 30,3                                            | 33,3                                            |
| Temperatura mínima média (°C)                   | 23,2                                            | 23,0                                            | 22,9                                            | 25,6                                            | 24,9                                            | 24,7                                            | 24,1                                            | 25,1                                            | 25,4                                            | 24,3                                            | 24,2                                            | 23,5                                            | 23,1                                            |
| Temperatura mínima recorde (°C)                 | 19                                              | 20                                              | 20                                              | 20                                              | 22                                              | 21                                              | 20                                              | 20                                              | 20                                              | 20                                              | 21                                              | 20                                              | 21                                              |
| Precipitação (mm)                               | 5                                               | 2                                               | 5                                               | 52                                              | 66                                              | 55                                              | 21                                              | 60                                              | 104                                             | 110                                             | 70                                              | 9                                               | 580                                             |
| Dias com chuva                                  | 1                                               | 1                                               | 1                                               | 14                                              | 14                                              | 6                                               | 8                                               | 10                                              | 24                                              | 27                                              | 6                                               | 3                                               | 52                                              |
| Umidade relativa (%)                            | 78                                              | 78                                              | 77                                              | 77                                              | 80                                              | 80                                              | 81                                              | 81                                              | 81                                              | 80                                              | 79                                              | 79                                              | 79,3                                            |
| Fonte: Weltwetter Spiegel Online                |                                                 |                                                 |                                                 |                                                 |                                                 |                                                 |                                                 |                                                 |                                                 |                                                 |                                                 |                                                 |                                                 |
| Fonte 2: Weatherbase                            |                                                 |                                                 |                                                 |                                                 |                                                 |                                                 |                                                 |                                                 |                                                 |                                                 |                                                 |                                                 |                                                 |